# 법성포

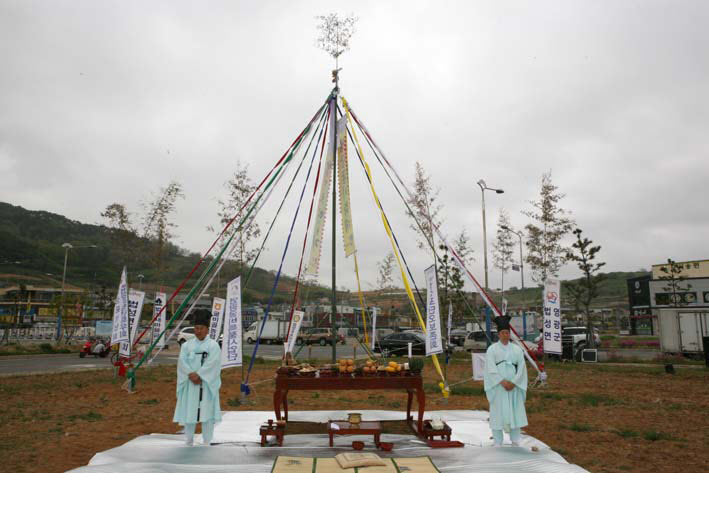
법성포 단오제

법성포(法聖浦)는 전라남도 영광군에 위치한 포구이며 이른바 '영광굴비' 의 본고장이다.
이 부근의 해안은 대체로 조석 간만의 차가 심하여 양항이 드물지만 법성포만은 좋은 기항지로서 유명한 ‘칠산바다(七山灘)’에 가까운 어업근거지로 일찍부터 알려져 있으며, 앞 바다의 안마군도(鞍馬群島)와 위도 등 유명한 조기어장이 있어 4월부터 약 3개월은 파시(波市)가 생겨 흥청댄다. 과거에는 부근 12군의 행정·경제의 중심지였으나 현재는 한촌에 불과할 정도로 쇠퇴했다. 그러나 광주의 외항으로 지목되어 장래가 촉망된다. 부근에는 가마미 해수욕장이 있어 남도의 와이키키라고 자랑할 수 있을 정도로서, 1만여 평의 백사장과 아름드리 거송이 있어 피서객을 유혹한다.

## 미디어
- 《KBS 2TV》 : 영상앨범 산